# Łazy (Dąbrowa)
Łazy – przysiółek wsi Dąbrowa w Polsce, położony w województwie mazowieckim, w powiecie mławskim, w gminie Strzegowo.
W latach 1975–1998 przysiółek należał administracyjnie do województwa ciechanowskiego.